# 四阿屋山 (埼玉県秩父郡)
四阿屋山（あずまやさん）は、埼玉県秩父郡小鹿野町にある標高771.4 mの山である。奥秩父山域の北東部に位置する。

## 概要
1975年に国民宿舎「両神荘」がオープン、1978年、宿舎と四阿屋山一帯が両神国民休養地に指定され、公園などの整備、森林浴の森日本百選に選ばれるなど、各種事業を受ける。埼玉県立両神自然公園。
福寿草で有名な土地で、2月 - 3月、もともとは雑木林一帯に花が咲いた。
ハイキング・ルートがいくつかあり、節分草園、花菖蒲園、福寿草園、ミツマタ園、蝋梅園など、近辺には花園・植物園が多い。展望休憩舎から武甲山が望める。観光として楽しめるが、山頂付近には鎖場があり、この部分はハイキングとしてはハードなものとなっている（初心者は危険・立入禁止の旨の掲示もある。冬季は、アイゼンが必要）。山頂からは西に両神山が望める。
小森川と薄川の分水稜（合流して赤平川へ流れる）。

## 周辺にある宿泊施設など
- 国民宿舎両神荘[3]
- おくちちぶ両神キャンプ場[4]
- 道の駅両神温泉薬師の湯
- 観景亭[5]

## 隣接する山
- 鞍掛山（猪狩山）（822 m）
- 秩父御岳山（1,081 m）

## 関連画像

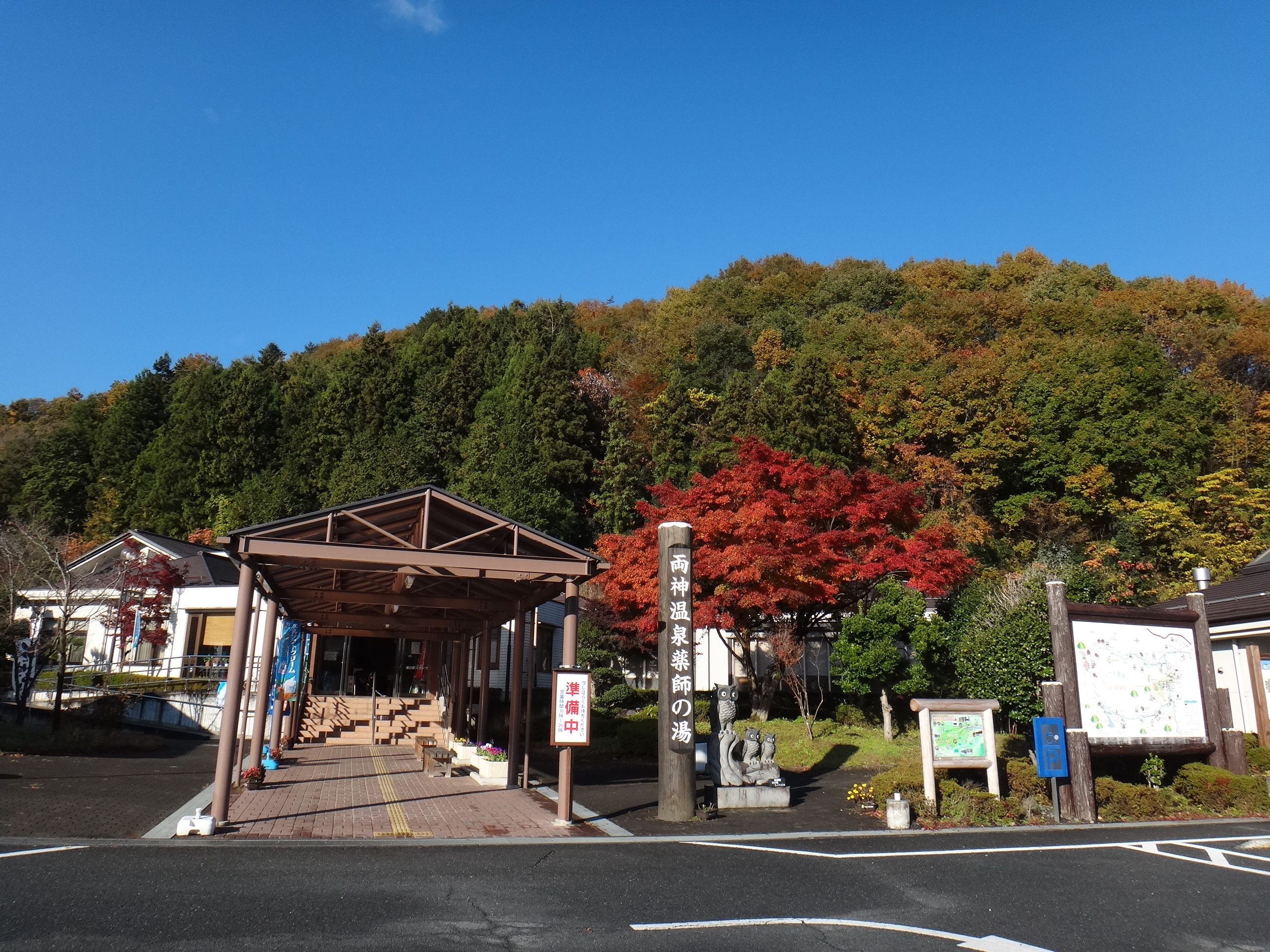
スタート地点ともなる道の駅両神温泉 薬師の湯
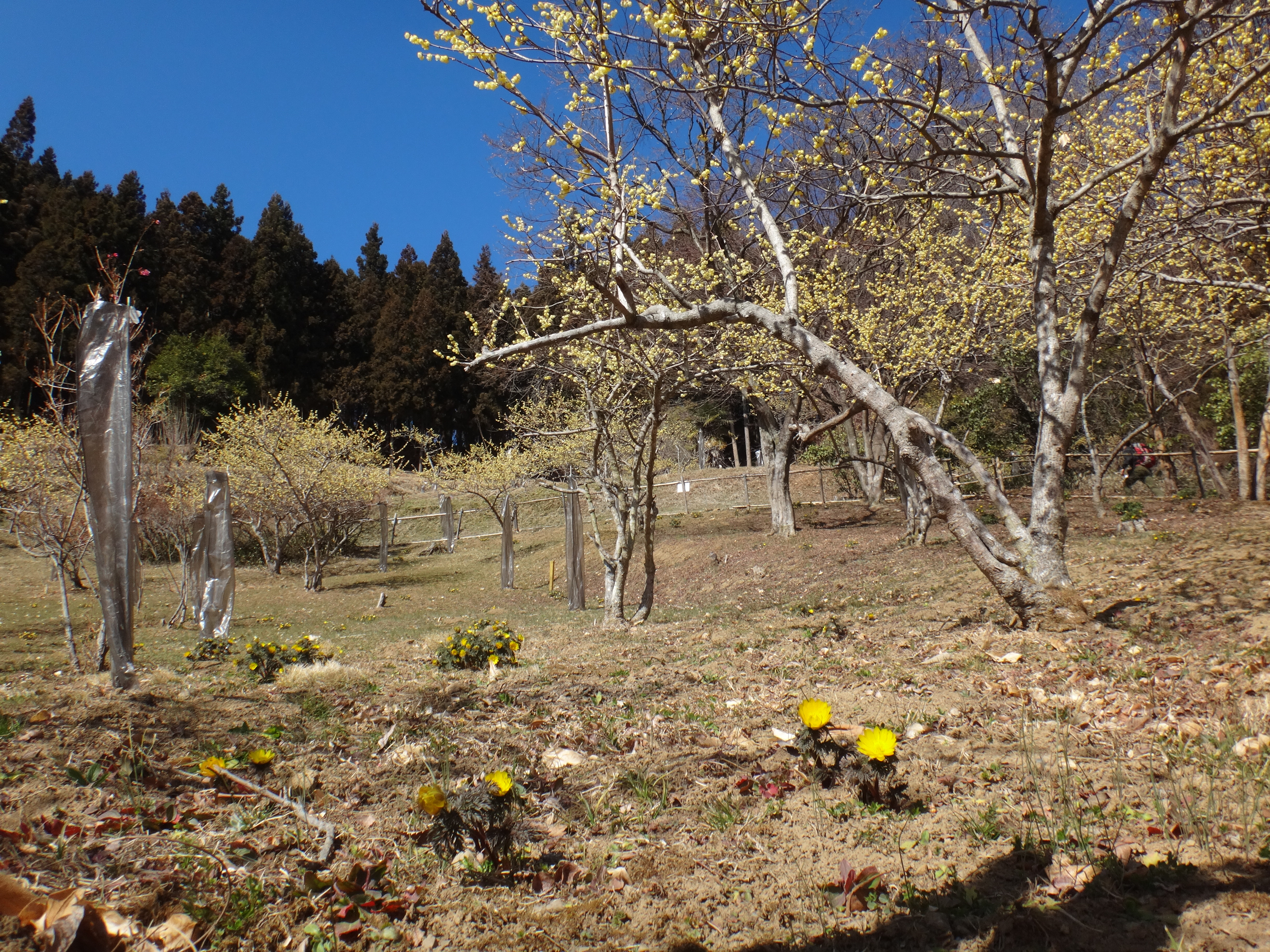
福寿草と蝋梅
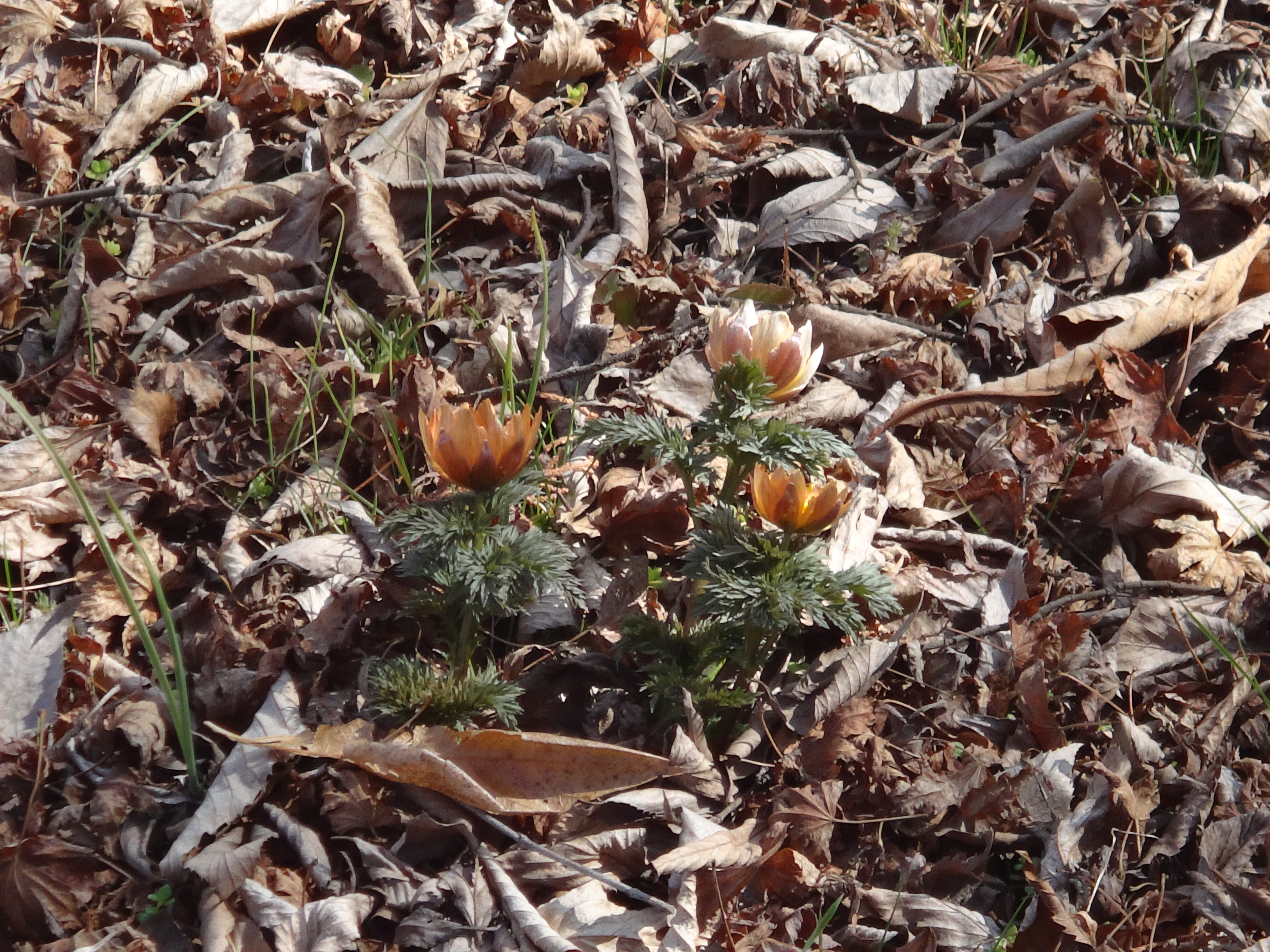
紅い花を咲かせる珍しい秩父紅
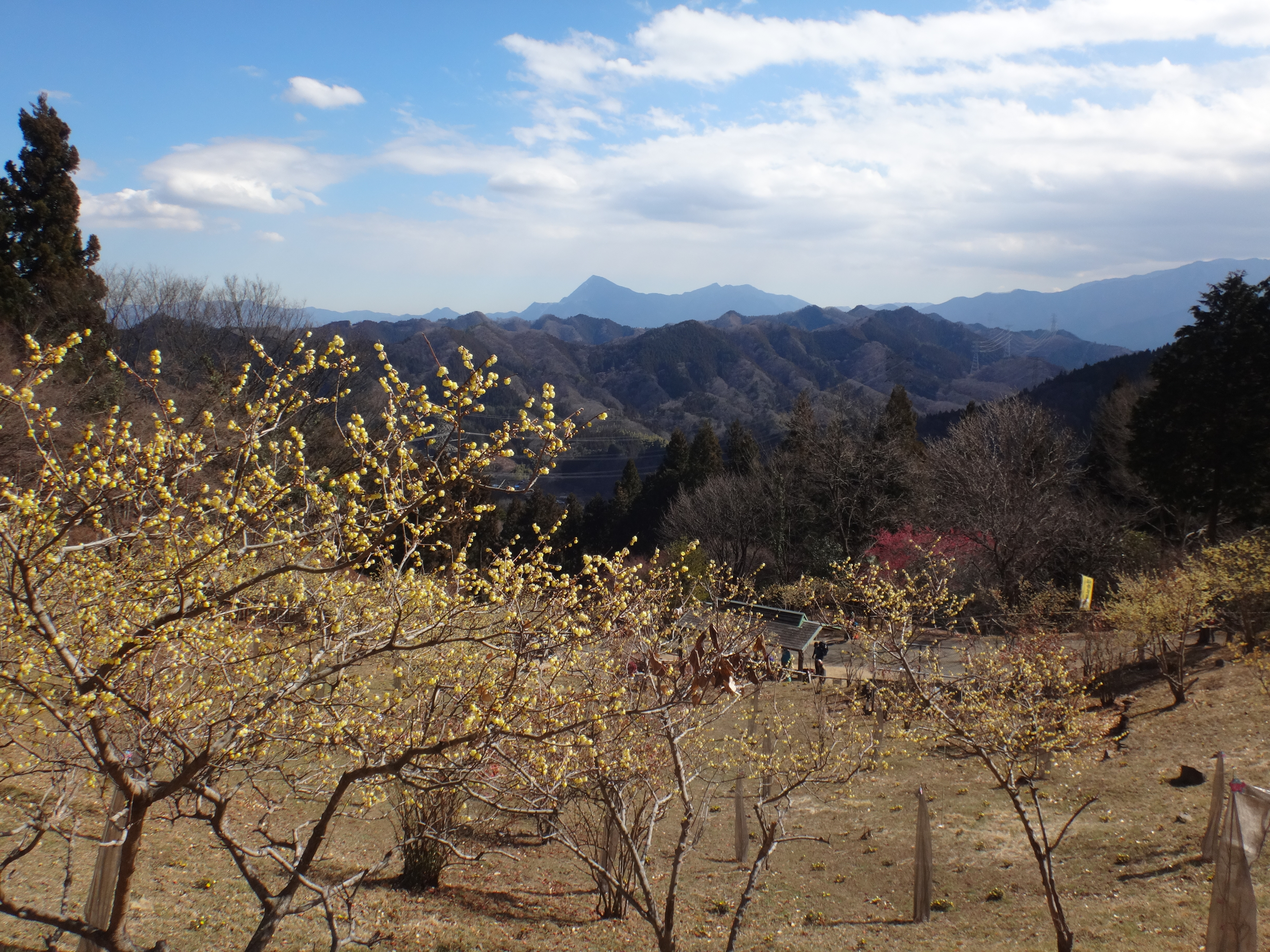
蝋梅越しの武甲山
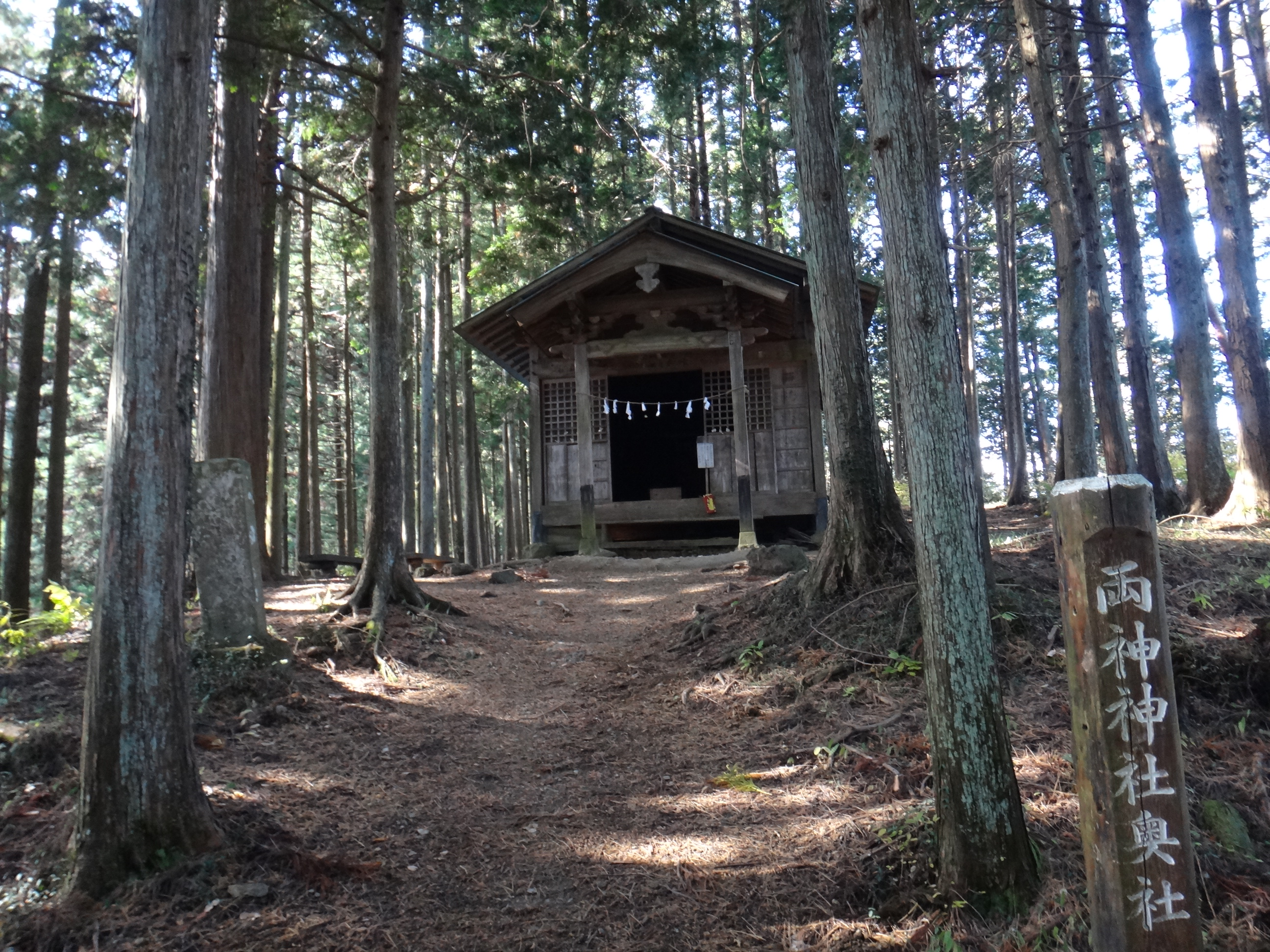
両神神社奥社
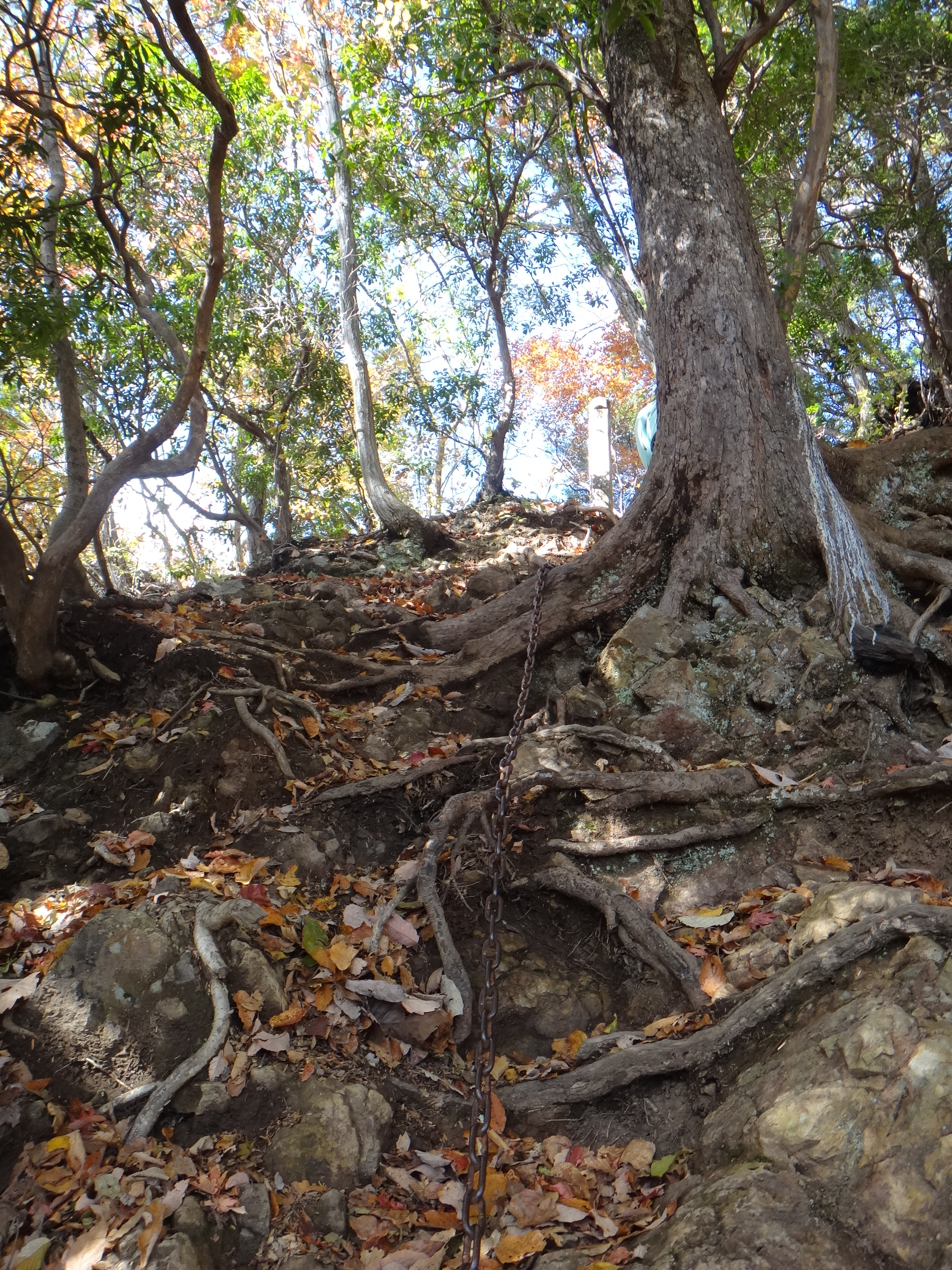
山頂直下の鎖場
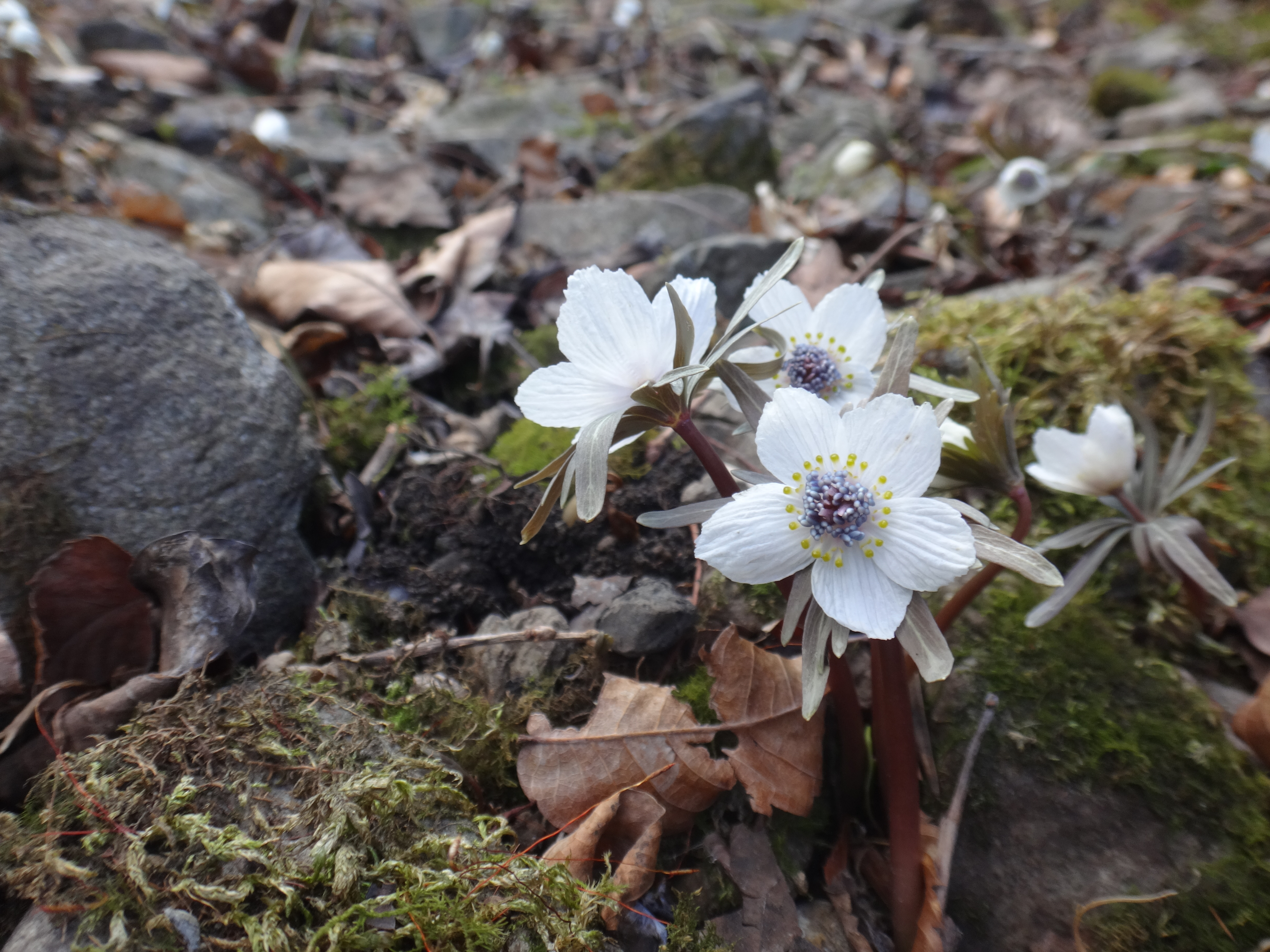
麓にある節分草自生地

## 関連書籍
- 「薄村 四阿屋山」『新編武蔵風土記稿』 巻ノ261秩父郡ノ16、内務省地理局、1884年6月。NDLJP:764014/62。